# 2012年のテレビ特別番組一覧
2012年のテレビ特別番組一覧（2012ねんのテレビとくべつばんぐみいちらん）
本項では、2012年に日本国内で放送されたテレビの特別番組をまとめる。ただし、複数回放送された番組が多数を占める為、ページ重量の都合上一部割愛する。

## 単発特番
■印は東日本大震災関連。
記事が立項されている番組、および、他年度を含めると通算2度以上放送されている番組に限定して記載する。

### 1月放送
- 1日 - 超再現!ベストセラー（日本テレビ）※パイロット版
- 7日 - 徹子&羽鳥が初タッグ あの真相全て聞きます ザ・プレミアムトーク（テレビ朝日）
- 9日 - あっぱれ!ニッポン国民遺産（九州朝日放送）[1]
- 12日 - NEWS WEB 24（NHK総合）※パイロット版

### 3月放送
- 21日 - とんねるずが生放送!音楽番組全部見せます!!-名曲で元気になろう-（フジテレビ）
- 31日
  - ブラックボード放送直前スペシャル 世代ギャップまるわかり!みんなの学校メモリー（TBS）
  - 東北3県 さようならアナログ!もっとデジタル!（NHK仙台放送局 / NHK総合（岩手・宮城・福島3県）

### 4月放送
- 5日 - ミズトアブラハイム〜真逆な2人が暮らす家〜（TBS）[11]
- 12日 - 解禁!暴露☆ナイト〜数奇な人生を体験した人たちが今だから話せる真実〜（テレビ東京）※パイロット版
- 14日 - 日本くぎづけ大学（フジテレビ）

### 5月放送
- 3日 - 完コピ!!名曲ダンスNo.1決定戦（日本テレビ）[12]
- 13日 - ハッピーエンド（TBS）[13]
- 29日
  - さんま岡村の日本人なら選びたくなる二択ベスト50!SP!（日本テレビ）
  - メンズ歌がうまい王座決定戦（フジテレビ）[14]

### 6月放送
- 6日
  - AKB48第4回選抜総選挙 生放送SP（フジテレビ）
  - 特報!B級ニュースSHOW（テレビ東京）※パイロット版

### 7月放送
- 5日 - ブラックスポーツ（TBS）
- 9日 - ひがみ部屋〜人気俳優・女優の素顔丸裸SP〜（TBS）
- 10日 - 日本全国アナウンサー歌うまNo.1決定戦スペシャル（フジテレビ）[14]
- 12日 - いいね!ヤバイ家族（TBS）
- 13日 - 有吉ジャポン（TBS）※パイロット版
- 17日 - 今週末は27時間テレビ プレタモリ〜タモリ出演交渉のぶらり旅（フジテレビ）[14]

### 8月放送
- 4日 - 杏が歩く!恋する東海道（BSジャパン）[15]
- 11日 - 追悼・地井武男さん…「想い出をありがとう 今夜、最後のお別れ」（テレビ朝日）[16]
- 15日 - 第64回諏訪湖祭湖上花火大会完全中継（BS-TBS / 信越放送）[17]※信越放送は8月16日録画放送[18]
- 18日 - 七人のコント侍（NHK BSプレミアム）[19]
- 24日 - 国民総参加クイズSHOW! QB47（NHK総合）[20][21]

### 9月放送
- 24日 - 倉科カナの未来ナレーション紀行（毎日放送 / TBS）※毎日放送は9月28日放送
- 25日
  - タカトシの恋愛バラエティ ラブカ Loveca〜恋が生まれる運命のカード〜（日本テレビ）※パイロット版
  - 芸能人パワー注入（TBS）

### 10月放送
- 3日 - 驚学番長（TBS）
- 4日 - 噂のマヨつば話!一斉捜索SP（TBS）[22]
- 5日
  - 歴史B（フジテレビ）
  - キングの晩餐会（TBS）[23]
- 7日 - ついに解禁!超体感アトラクションDEKITA!（TBS）[24]
- 9日 - アノ大学の天才おバカさん研究所（TBS）
- 10日 - スポーツGENKAICHI(秘)武道会（TBS）
- 27日
  - 常識くるっと変換ショー マサカメTV!（NHK総合）[20][25]※パイロット版
  - クイズ!100人力（NHK総合）[20][26]※パイロット版
- 31日
  - 2000万円落下クイズ!マネードロップ（TBS）[27][28]

### 11月放送
- 17日 - COLLEGE×SPORT GREEN GENERATION（フジテレビ）※パイロット版[29]
- 21日 - 究極の男は誰だ!?最強スポーツ男子頂上決戦（TBS）[27][30]

### 12月放送
- 21日 - オンガクジェネレーション（NHK総合）
- 22日 - 東京スカイツリー受信確認テスト（NHK東京・民放キー局各局）
- 25日
  - 突撃!アッとホーム（NHK総合）※パイロット版
  - タカトシのクイズ!サバイバル（日本テレビ）
- 26日 - たけTube（テレビ朝日）

## 2回以上放送のシリーズ番組
※レギュラー化前の特番、打ち切り後の復活特番も扱っています。

### 1月放送
- 1日
  - 2012年新春生放送!年の初めはさだまさし（NHK総合）
  - 森田さんの初日の出大賞（TBS）
  - 2012新春特別番組 天皇ご一家の祈りと希望（テレビ東京）
  - エンカ姫新年会スペシャル すっぴん!（テレビ東京）
  - 新春!日本の"お宝"大発掘!（NHK総合）[31]
  - 第45回爆笑ヒットパレード2012（フジテレビ）
  - 志村&所の戦うお正月（テレビ朝日・朝日放送）
  - 仲間由紀恵の蒼い地球6（テレビ東京）[32]
  - さんタク（フジテレビ）
  - 芸能人格付けチェック!これぞ真の一流品だ!2012お正月スペシャル（朝日放送）
  - ウィーン・フィル ニューイヤーコンサート2012（NHK Eテレ）
  - 史上空前!! 笑いの祭典 ザ・ドリームマッチ2012（TBS）
  - トリビアの泉 祝10周年!あけましてムダ知識SP（フジテレビ）
  - 芸能人同類くんの旅 奥の深道（フジテレビ）※パイロット版
  - 新春!よしもと大爆笑2012（サンテレビ）[33]
  - 驚き!地球大冒険スペシャル（NHK BSプレミアム）
- 2日
  - 新春TV放談2012（NHK総合）
  - 新春お好み将棋対局（NHK Eテレ）
  - 新春桧舞台〜珠玉の芸競演〜（NHK Eテレ）
  - こいつぁ春から〜初芝居生中継〜（NHK Eテレ）
  - 伊勢神宮舞楽（東海テレビ）
  - 美川・はるな愛の正月おせちに飽きたら下町鍋奉行!!（フジテレビ）
  - お正月だよ!爆笑寄席（テレビ東京）
  - 新春!お笑い名人寄席（テレビ東京）
  - 爆笑! 2012年こうなる宣言（関西テレビ）
  - 鶴瓶&今田のはしご新年会（関西テレビ）
  - 浜ちゃんの芸能界一斉捜査 正月からお前ら調子乗ってんのかSP（読売テレビ）
  - 新春!オールよしもと初笑いSP 漫才15連発&開運!お年玉コメディ（朝日放送）
  - よゐこの新春ネタFes2012（朝日放送）[34]
  - 志村&鶴瓶のあぶない交遊録15（テレビ朝日）
  - アンラッキー研究所サイテーな男に出会ってしまった女たちスペシャル（日本テレビ）
  - ブラっと嫉妬〜祝!関西上陸 嫉妬エンドランSP〜（関西テレビ）[35]
  - ご当地グルメ探偵団2〜怪人ゴリ面相の逆襲〜（静岡朝日テレビ / ANN中部5局ネット）
- 2日、3日
  - ホットスポット〜最後の楽園〜特別編（NHK BSプレミアム）[36][37]
  - Earth Walker（BSフジ）
- 3日
  - 初笑い東西寄席（NHK総合）
  - にっぽん新春歌まつり〜ふるさとを元気に〜（NHK総合）
  - 新春お好み囲碁対局（NHK Eテレ）
  - 〜オモシロ開運バラエティ〜雨上がり決死隊のあやかりJAPAN!（中部日本放送）[38]
  - CMなでしこ!2012噂のCMガール&現役女子学生クリエイター新春大広告祭（TBS）[39]
  - 所さんの楽しいゴルフ（テレビ東京）[40]
  - 演歌の花道2012新春スペシャル（テレビ東京）[41]
  - 第55回NHKニューイヤーオペラコンサート（NHK Eテレ）
  - 日本一乱暴な相談バラエティ 相談バカ一代2（テレビ東京）[42]
  - 田原総一朗の遺言2012（テレビ東京）[43]
  - チュートリアル×ブラックマヨネーズ 天下取り宣言2012〜京都日本一頂上決戦〜（関西テレビ）
  - 東西芸人いきなり2人旅!（朝日放送）[44]※パイロット版
- 4日
  - 新春吉例扇町寄席すぺしゃるぅ!（関西テレビ）
  - 春一番!笑売繁盛（毎日放送）
  - 2012関西財界フォーラム〜どう切り拓く"関西経済の6重苦"〜（朝日放送）[45]
  - テキトー男3人旅 お伊勢参りに行く〜!（中京テレビ）
  - 新春スペシャル歌謡祭（テレビ東京）[46]
  - 中居のかけ算（フジテレビ）
- 5日
  - 初出し世界の恐怖映像超絶叫200%最強版!（TBS）[18]
  - ビューティー・コロシアム特別版 女性芸能人真剣ダイエットSP6・正月太り解消SP（フジテレビ）
- 6日 - クイズでGo! ローカル線の旅（NHK総合）
- 7日 - JNN総力蔵出しSP こんなの見たかった!超ブッ飛び映像祭2012冬（TBS）
- 8日
  - ダイワハウススペシャル プロ野球オールスタースポーツフェスティバル（読売テレビ）
  - もうひとつの箱根駅伝（日本テレビ）
  - さんま・玉緒のお年玉あんたの夢をかなえたろかスペシャル（TBS）
  - ニッポンの極論（フジテレビ）[47]
- 8日、15日、22日、29日 - 日本人は何を考えてきたのか（NHK Eテレ）※4回シリーズ[48]
- 9日
  - 第39回JALホノルルマラソン（TBS）
  - 第22回JNN共同制作番組 道の旅人になる〜聖地巡礼200キロの旅〜（あいテレビ）[49]
  - ビートたけしの教科書に載らない日本人の謎（日本テレビ）
  - プロジェクトJAPAN 最終章"日本復興のために"（NHK総合）[50]■
  - 世界を青く!2012年指揮官が語る日本サッカーの戦略（NHK BS1）※2本立て
- 14日 - ボク達同級生!プロ野球昭和40年会x48年会〜笑撃!●チロー初参戦&禁断のココだけの話大公開SP〜（関西テレビ）
- 15日 - ぶっちぎり映像8 新年から超新作動画をドドーンと大放出SP（TBS）
- 17日
  - 阪神・淡路大震災から17年 特別報道番組「神戸から東北へ 伝える、つながる」（毎日放送）
  - この瞬間に祈る〜阪神・淡路大震災から17年〜（関西テレビ）
  - 阪神・淡路大震災1.17のつどい（サンテレビ）
- 21日 - 熱闘!!ロボットバトル!第4回愛知県工業高校生ロボット競技大会（テレビ愛知）
- 21日、22日、23日 - 出発!南極大陸（NHK BSプレミアム）
- 22日
  - THE HUNTING 〜命懸けの漁〜（テレビ朝日）
  - 発見!激狭家族II（テレビ東京）[51]
  - 三井製糖スペシャル 食が育む絆と心〜沖縄・台湾1000キロの旅〜（RKB毎日放送）
- 22日、29日 - J-WAVE LIVE 2000+11〜Heart to Heart〜（BSフジ）
- 28日
  - 地球大紀行スペシャル 世界海峡 東洋と西洋の果て・ボスポラス〜玉木宏イスタンブール疾走!紀行〜（中部日本放送）[52]
  - サイエンスミステリー2012 "カラダと心"見えざる禁断の世界・極限の運命と闘う人々SP（フジテレビ）[53][54]
- 29日 - 第33回ABCお笑いグランプリ（朝日放送）
- 31日 - お客様は王様かよっ!?（フジテレビ）[14]

### 2月放送
- 1日 - やっちまった伝説4（毎日放送）[55]
- 2日 - キョクターン!!〜極端度120%の笑える世界映像大放出SP!〜（TBS）[18]
- 4日 - 欲しくなるテレビ2（テレビ東京）[56]
- 5日、12日、19日 - ANIMAX MUSIX 2011（アニマックス）[57]
- 7日 - つかえるテレビ（フジテレビ）[14]
- 7日〜10日 - アジアで花咲け!なでしこたち（NHK BS1）[58]
- 11日
  - 第26回民教協スペシャル『生きることを選んで』（山陰放送 / 民教協加盟33局）[59]
  - 平成美人塾PARTII・実践編 あなたの健康偏差値（フジテレビ）[60]
- 12日
  - 値段当てバトル BUKKA（テレビ朝日）
  - 新グレートジャーニー〜最終章〜"日本人の来た道"海のルート4700キロ（フジテレビ）[61]
  - 美しくやせたい女たち（テレビ東京）[62]
- 13日 - 第54回グラミー賞授賞式（WOWOWプライム）
- 14日
  - グッときた名場面ベスト59（日本テレビ）
  - 歌うま女王は誰だ!?歌がうまい王座決定戦魂の大激突スペシャル（フジテレビ）[14]
- 18日
  - 山オトコ☆山ガールが行く 北アルプスまるごと山遊び（信越放送）[63][64]
  - シリーズ・13億人の深層5 老人4億の大国〜中国・知られざる高齢化の危機〜（テレビ大阪）[65]
- 19日 - 第45回NHK福祉大相撲（NHK総合）[66]
- 25日
  - たけしのニッポン人白書（フジテレビ）[53][67]
  - THE GAMES（テレビ朝日）
  - 近未来予測テレビ淳&薫堂のTHE NEXT 2012（テレビ熊本）[68]
- 25日、26日
  - 天海祐希 パリと女と〜魅惑の新オルセー〜（NHK BSプレミアム）
  - シリーズ東日本大震災 四つの記憶（BS日テレ）■
- 26日
  - よゐこ&鈴木福くんの旭山動物園日記2012（北海道テレビ）[69][70]
  - 伝説飯2〜レジェめし〜語り継がれる最強グルメ列伝（テレビ西日本）[71][72]
  - カイシャ魂2012（テレビ大阪）[73]
- 27日 - 僕がネコに嫌われる理由（BS日テレ）[74]
- 28日 - クイズ!ドレミファドン!最強イントロ王決定戦SP（フジテレビ）[14][75]

### 3月放送
- 2日
  - 将棋界の一番長い日2012（NHK BSプレミアム）
  - 第42回NHK上方漫才コンテスト（NHK大阪放送局）[76]
  - 第35回日本アカデミー賞授賞式（日本テレビ）[77]
- 3日
  - 芸能界子ども社会見学 キッズの疑問にすべて答えます!（読売テレビ）[78]
  - Billboard JAPAN Music Awards 2011 Special TV Program（テレビ大阪）[79]
  - 春の特別番組 アニメ見るならアニマックス2012（アニマックス）※複数番組を編成
- 4日
  - 涙と笑いの瞬間バラエティ 一枚の写真〜カメラがとらえたホントの話〜（九州朝日放送）[69][80][81]
  - 感動地球スペシャル チーターよ大地を駈けろ!〜伊藤淳史の南アフリカ感動体験〜（テレビ静岡）[82]
- 6日 - 第2回芸能人私生活のセンス完全抜き打ち一斉調査!（フジテレビ）[14]
- 7日 - 芸能人ウワサの美人妻&自宅を解禁!夫婦の掟を大決定スペシャル（テレビ朝日）

- 14日、21日、28日 - 未知なる冒険世界!アウトドアフィルム特集（WOWOW）[88]
- 14日 - 報道の日 3.11映像の記録〜あの日、何があったのか〜（TBS）■[89]
- 15日 - 激撮!新人警察官24時 犯罪捜査の舞台裏SP（TBS）[18]
- 16日
  - どれだけ食えスト3 夢のSMAP対決スペシャル!!（日本テレビ）[90]
  - 世間に飛び出せ!! バナナ藩（テレビ朝日）※パイロット版[91]
- 17日
  - ロンブー淳の食べトク?!2（フジテレビ）
  - (株)世界衝撃映像社SP（フジテレビ）[53]
- 18日
  - 世界の子供がSOS!THE★仕事人バンク マチャアキJAPAN（朝日放送）
  - いつ買う?どれ買う?〜2012売れ筋最前線〜（テレビ東京）
- 19日 - 激安!簡単!わが家のリフォーム大作戦!!（テレビ東京）[92]
- 20日
  - 第18回家族で選ぶにっぽんの歌（NHK総合）
  - 発表!Nコン2012課題曲 〜第79回NHK全国学校音楽コンクール開幕〜（NHK Eテレ）
  - 放送記念日特集 北極星の如く〜衛星放送が照らした未来（NHK BS1）[93]
  - 水上の挑戦者SP（TBS）
  - モンハンぷらす 一狩りいこうぜ!3G（テレビ東京）
- 21日 - 名作ドラマ大事典 今夜限りの同窓会スペシャル3（TBS）
- 22日
  - 放送記念日特集（NHK）
    - 広がる"スマートテレビ"〜テレビはどこへ向かうのか〜（BS1）[93]
    - NHKと東日本大震災〜より多くの命を守るために〜（総合）[50][93]■
- 22日 - 26日 - 春一番!僕らが華嵐を巻き起こします!（フジテレビ）
- 23日
  - 欽ちゃんのがんばる!日本大作戦2012春（NHK総合（関東甲信越））※2011年度最終回（2012年度は放送なし）
  - 第15回熱血!オヤジバトル決戦ライブ（NHK福岡放送局 / NHK総合）
  - さんまの芸能界ワイドショー家族No.1決定戦（朝日放送）
  - 濱キス（テレビ朝日）※パイロット版[94]
- 24日、25日
  - POWER〜心、動かす力〜（BSジャパン）[95]
  - ふくしま再興祭り（福島中央テレビ）[96]
- 24、27、28、29日 - BS洋楽プレミアム（NHK BSプレミアム）[97]
- 25日
  - 1万人が選ぶ!ニッポンの名場面2（毎日放送）
  - 志村けんの激ウマ列島ふれあい旅 第14弾（テレビ朝日）[69]
  - 自力で運を掴みとれ!ブラックマヨネーズ史上最強のコンビ力バトル〜完結編（読売テレビ）
  - プロ野球開幕直前特番 解説者×パ・リーグ芸人 2012プロ野球こうなりまっせSP!（関西テレビ）
- 26日 - スゴロQジャパン 春の沖縄スペシャル（NHK総合）
- 26日 - 29日、さっぽろ彼ごはん（北海道放送）
- 28日 - 世界の恐怖映像!2012超凄い!ありえない!!春の絶叫祭りSP2012（TBS）
- 29日 - ウンナン極限ネタバトル! ザ・イロモネア 笑わせたら100万円SP（TBS）
- 31日
  - 大地の恵み 音楽祭〜日本農業賞記念コンサート〜（NHK総合）
  - 裸にしたい男「佐藤健」（NHK BSプレミアム）
  - 報道特捜!都会のウラ側衝撃SP（テレビ朝日）

### 4月放送
- 1日 - 世界のヘンピな所でがんばる日本人3（テレビ東京）[51]
- 3日
  - THE 料理王!芸能界最強料理人SP（日本テレビ）
  - たけし監修笑う虚構船（日本テレビ）
- 4日 - お笑いジャッジポイント（日本テレビ）[98]
- 5日 - 英才教育TV〜失敗しない子育て大公開SP〜（TBS）[18][99]
- 7日
  - 第3回ロープジャンプ 小学生No.1決定戦（フジテレビ）
  - SMAP☆がんばりますっ!!2012（テレビ朝日）[100]
  - 1万人が選ぶ!よしもと全世代(秘)ランキング 100周年DE大解禁スペシャル（読売テレビ）[101]
- 9日 - 愛の貧乏脱出大作戦（テレビ東京）
- 10日 - ニッポン大女優伝説（TBS）
- 13日 - 滅びゆく民族〜アマゾンの秘境で見た"絆"と"誇り"〜（テレビ東京）[102]
- 14日 - 第47回上方漫才大賞（関西テレビ）
- 17日 - クイズダービー2012（TBS）
- 19日 - 帰ってきた!どっちの料理ショー腹ペコ復活祭（読売テレビ）[103]
- 28日 - おでかけスザンヌ2（静岡朝日テレビ）[104]
- 29日 - 感涙!レトロ食堂2（テレビ東京）[51][105]
- 30日
  - 東野・岡村の旅猿SP プライベートでごめんなさい…トルコの旅（日本テレビ）[106]
  - HAISAI 2012 OKINAWA JAPAN（テレビ東京）
  - ガラスの地球を救えスペシャル いま見直そう!ニッポンの心 関西のチカラ（朝日放送）[107]

### 5月放送
- 3日
  - 憲法記念日特集「震災と憲法」（NHK総合）
  - 全公開!渋谷DEどーも（NHK総合）
  - 激突!!ものまねウォーズ（TBS）[18]
- 4日
  - 突撃!スター通販報告4（TBS）[108]
  - 第41回広告大賞（フジテレビ）
  - ザよこはまパレード（tvk）[109]※3日放送予定が変更
- 5日 - 坂口憲二私旅行 アジア万感（BSフジ）第4回
- 10日、17日、24日（全3回）- ハナシネコ（BS日テレ）
- 11日 - 突撃!日本ごちそう100景2（テレビ東京）[110]
- 12日 - スカイツリーの魅力すべて見せます（NHK BSプレミアム・総合）[111]※複数回放送
- 13日
  - 山下智久・ルート66〜たった一人のアメリカ特別編（日本テレビ）
  - 路地裏の名店PART3（テレビ東京）[51]
- 17日 - お坊さんバラエティ!芸能人駆けこみ寺（TBS）[18]
- 21日〜25日（15分版）、22日（90分版） - スカイツリー 三丁目の夕日を探して（NHK BSプレミアム）
- 22・23日 - 東京スカイツリー 完全版（NHK BSプレミアム）
- 26・27日 - 未解決事件 File.02〜オウム真理教〜（NHK総合）[50][112]
- 27日
  - 絶対に負けられない!!香取慎吾の日本サッカー応援TV（テレビ朝日）[69]
  - 日本不便地帯のやさしい家族2（テレビ東京）[51]
- 31日 - 明石家さんまのずっとあなたが好きだった!（TBS）[18]

### 6月放送
- 3日 - すっきり!脳トラベル（仙台放送）※改題[113]
- 3日・10日 - 時をかける写真館（NHK総合）[20]
- 9日 - もうひとつの美空ひばり伝説PART2（BS日テレ）
- 10日 - ピン子・壽賀子の南米世界遺産の旅（TBS）[114]
- 16 - 17日 - ももいろクローバーZ 24時間大放送だZ!!!（テレ朝チャンネル）※複数番組を編成
  - 17日 - ももクロ夏のバカ騒ぎ Summer Dive 2012 Tour －開幕戦－ 6.17NHKホール大会（BSスカパー!）
- 16日・23日 - マイケル・サンデル 5千人の白熱教室（NHK Eテレ）
- 17日・24日 - 私のリュックひとつ分（NHK総合）[20]
- 21日・22日 - 震災ドキュメント2012（NHK総合）■
- 23日 - 魅惑の中部イタリア 微笑みのトスカーナ紀行!（テレビ愛知）[115]
- 24日
  - 地球環境大賞2012〜つなげていこう未来へ 続けていこうできること〜（フジテレビ）
  - ニッポンを釣りたい!〜絶景・秘境に大興奮!世界遺産 旬の旅〜（テレビ新広島）[116]
- 26日 - 消えた犯人逮捕の決定的瞬間（フジテレビ）[14][117]
- 28日 - その後（フジテレビ）[91]
- 30日 - サラリーマンNEO GOLD（NHK総合）[118]

### 7月放送
- 1日 - 大学ロボコン2012全国大会（NHK総合）
- 3日、10日、17日、19日（4回シリーズ） - ドキュメント72時間（NHK総合）
- 3日 - TVチャンピオン特別版 芸能人レゴブロック王選手権（テレビ東京）[119]
- 7日・14日・21日 - 追跡者 ザ・プロファイラー（NHK BSプレミアム）[120]
- 11日 - 桑田佳祐の音楽寅さん 2012“I LOVE YOU -now & forever-”スペシャル（フジテレビ）[121]
- 13日 - たましいの授業（TBS）[122]
- 14日
  - 音楽の日（TBS）[123]
  - 六代桂文枝襲名直前 これで見納め!桂三枝の荒修行（読売テレビ）[124]
  - 笑顔7県 九州まるごとサプライズ2012夏（福岡放送 / NNN九州7局ネット）
- 16日
  - 追跡!通販ヒットの法則8（TBS）
  - アジア熱風街道〜大塚寧々とアンダマン海の子どもたち〜（RKB毎日放送）[125]
  - 世界初公開!エジプト新発見!謎の古代文字と"太陽の船"が語る ピラミッド新たな真実 真相解明SP（TBS、RKB毎日放送）[126]
- 19日 - 女の波乱万丈人生SP プロ野球選手の妻たち（TBS）[18]
- 21日 
  - 大阪発!!ローカル線ぶらり途中下車 2012夏 女ひとり旅
  - 台湾フォルモサ紀行2012〜台湾・日本のさらなる友好を目指して〜（チバテレ）[127]
- 21〜22日 - FNS27時間テレビ2012笑っていいとも!真夏の超団結特大号!!徹夜でがんばっちゃってもいいかな?（フジテレビ / FNN・FNS27局）
- 25日 - 2012天神祭生中継〜ようこそ祭の特等席へ〜（テレビ大阪）
- 28日
  - 和田アキ子のニッポン爆笑珍道中!!高田マネージャー付き めんそ〜れ沖縄（中京テレビ）[128]
  - 独占生中継 第35回隅田川花火大会（テレビ東京）[129]
  - 子どものギモンをスッキリ解決!教えて!パパティーチャー（関西テレビ）[130]
- 29日 - 明日へのベクトル（BS朝日）[131]

### 8月放送
- 2日 - 漫才維新2012 ROUND1（読売テレビ）[132]
- 4日
  - 美女と野獣の嫁探しツアーin九州（福岡放送）
  - 第10回世界コスプレサミット今夜決定!世界コスプレ大賞2012（テレビ愛知）
- 5日 - 稲川淳二の怪談グランプリ2012（関西テレビ）[133]
- 6日 - 広島平和記念式典（NHK広島放送局・NHK総合、広島県域各局）
- 6日、7日、8日 - 岩合光昭の世界ネコ歩き（NHK BSプレミアム）
- 8日 - FNSうたの夏まつり（フジテレビ）
- 8日(48M)、24日(2H) - ウソだと思ったらホントだった!30秒後に絶対見られるTV（テレビ東京）
- 9日 - 長崎平和祈念式典（NHK長崎放送局・NHK総合、長崎県域各局）
- 11日 - 祭りだ!赤坂夏サカスTBSは満員御礼SP（TBS）
- 15日 - 全国戦没者追悼式（NHK総合）
- 18日
  - 第44回思い出のメロディー（NHK総合）
  - 水と緑の物語2012 未来に残したいタカラモノ（九州朝日放送）
- 19日、26日 - れんまん!（NHK総合）[20]
- 24日、31日 - "E"ダンスアカデミー（NHK Eテレ）[134]
- 24日 - 漫才夏祭り2012（NHK大阪放送局 / NHK総合（近畿2府4県））
- 25日
  - 民謡日本一決定!〜日本民謡フェスティバル2012〜（NHK総合）
  - 生中継 秋田大曲・全国花火競技大会2012（NHK BSプレミアム）
  - 情熱駅伝〜真夏の激走〜TOWADA HACHIMANTAI EKIDEN2012（秋田テレビ）
- 25日 - 26日、24時間テレビ35「愛は地球を救う」（日本テレビ / NNN・NNS31局）
- 26日 - わが家はネットごはん2（NHK総合）
- 27日
  - Iwataniスペシャル 鳥人間コンテスト2012（読売テレビ）
  - 24時間マラソンの裏側（日本テレビ）
- 30日 - 第10回MBS新世代漫才アワード（毎日放送）[18]
- 31日 - ライオンスペシャル 第32回全国高等学校クイズ選手権（日本テレビ）

### 9月放送
- 2日 - 第13回全日本国民的美少女コンテスト（テレビ朝日）[69][135]
- 4日、6日、11日、13日 - ガチバラ!（テレビ大阪）[136]
- 8日 - 向井理の熱血授業SP 世界の夢を見にいこう（毎日放送）
- 9日
  - 明日へ 支えあおう 〜東日本大震災から1年〜 被災地はいま・東日本大震災から1年半（NHK総合）■※2部構成
  - 雑学バラエティ なるほど!オナマエ堂3（テレビ西日本）[137]
  - プレミア音楽祭2012夏（テレビ東京）
- 11日 - 今夜限定!完全復活!徳光和夫の感動再会"逢いたい" 起死回生涙と希望の3時間SP（TBS）
- 16日 - 千原せいじ漫遊記〜世界ふれあい旅スペシャルinタイ（読売テレビ）
- 17日
  - ABUロボコン2012（NHK総合）
  - JAPAN CUP 2012 チアリーディング日本選手権大会（NHK BS1）
- 18日 - スピード査定バラエティ カラクリマネーSP（日本テレビ）
- 22日
  - キングオブコント2012（TBS）
  - 岸和田だんじり祭2012（テレビ大阪）[138]
- 23日
  - 西野カナLIVE at NHK（NHK総合）
  - 小林賢太郎テレビ ライブ ポツネン in ヨーロッパ（NHK BSプレミアム）
- 26日 - 三谷幸喜のコトバの法則（日本テレビ）[139]
- 27日 - 秋のBS渋谷で会いまショー!（NHK BSプレミアム）※28日に総合テレビで再編集版を放送。
- 29日 - 大つけ麺博日本一決定戦!!つけ麺ダービー大予想スペシャル（テレビ朝日）

### 10月放送
- 6日 - 至高の技 集う〜生中継・土浦全国花火競技大会〜（NHK水戸放送局）[140]
- 6日、13日、20日、26日（全4回） - ap bank fes'12 Fund for Japan（NHK BSプレミアム）※総合テレビでも9月29日に放送。■[141][142]
- 7日 - 大覚寺音舞台（毎日放送）
- 7日、14日、21日（全3回） - 関ジャニ∞の明日はどっちだ!（NHK総合）[20]
- 8日 - 第79回NHK全国学校音楽コンクール全国コンクール（NHK Eテレ）
- 8日、18日 - 伝説の引退スペシャル（TBS、WOWOW）[143]
  - 8日 - 壮絶…封印された過去 私はなぜやめたのか〜涙と後悔…（TBS）[144]
  - 18日 - 世界のトップアスリート、引き際の真実（WOWOWプライム）[145]
- 9日 - さんま&所の大河バラエティ!超近現代史4 人間は相変わらずアホか!?（日本テレビ）
- 14日 - 住民を守れ!日本全国 駆除の達人V（テレビ東京）[51][146]
- 14日 - 16日（全3回） - THE ROCK MOVIES（フジテレビ）[147]
- 19日 - オールスター歌がうまい王座決定戦スペシャル（フジテレビ）
- 20日
  - 2012プロ野球総決算 解説者×パ・リーグ党芸人大反省会SP!（関西テレビ）
  - 第5回貝印スイーツ甲子園（BSフジ）[148]
- 24日 - 吉本陸上競技会ザ・ゴールデン2012（毎日放送）[27]
- 25日
  - プロ野球ドラフト会議 supported by TOSHIBA（TBS／スカイ・A sports+）
  - ドラフト緊急生特番!お母さんありがとう 夢を追う母と子の壮絶人生ドキュメント（TBS）
- 30日
  - わが心の大阪メロディー（NHK大阪放送局 / NHK総合）[149][150]
  - ドリフ大爆笑35周年 人気スターが選んだ爆笑コント20（フジテレビ）[14]

### 11月放送
- 1日 - 〜追悼・桑名正博〜夢の乱入者 グッドバイ!ナニワのソウルマン（関西テレビ）[151]※過去に関西テレビで放送された番組の特別編。
- 3日
  - TOUCH!WOWOW 2012 〜いいね♪3チャンネルの日〜（WOWOW）[152]
  - 池上彰のニューヨークLIVE不思議の国・アメリカ池上特派員の大統領選取材報告（BSジャパン）[153]
  - 〜藤本義一さん追悼番組〜浜村淳の人・街・夢（関西テレビ）[154]※過去に関西テレビで放送された番組の特別編。
- 7日 - クイズ!オーサカ理由学2（毎日放送）[27]
- 13日 - 15日（全3回） - THE ROCK STORIES（フジテレビ）[155]。
- 14日 - 第45回日本有線大賞（TBS）[27]
- 17日
  - THIS IS MY LIFE 2・新しい命を受け入れて（日本テレビ）[156]
  - 桃井かおりの歩き方〜バルト三国〜(BSジャパン)[157]
- 18日 - 大正製薬Human Scienceスペシャル 今、知っておきたい医療の新常識スペシャル（テレビ朝日）[69][158]
- 22日 - 読売テレビ開局55年記念番組 ベストヒット歌謡祭2012（読売テレビ）[159]
- 23日 - 25日、開局55年目突入だよ!スペシャル3days（関西テレビ）[160]
- 23日
  - おんなの買物大作戦4（TBS）
  - お得満載!秋のMXお買い物スペシャル（TOKYO MX）
- 24日 - AKB自動車部SP 前田敦子運転免許取得記念!はじめてのドライブin沖縄（フジテレビ）[161]
- 25日
  - ジャイアンツ日本一銀座パレード2012（日本テレビ／日テレG+）
  - eo光スポーツスペシャル 大阪マラソン2012〜3万人の感動チャレンジ生中継SP〜（読売テレビ）[162]
  - eo光スポーツスペシャル 大阪マラソン2012〜大阪に笑顔の虹を!情熱のランナー感動のフィニッシュ〜（毎日放送）[163]
  - シスメックススポーツスペシャル 神戸マラソン2012（サンテレビ）[164]
- 28日 - 日テレ系音楽の祭典 ベストアーティスト2012（日本テレビ）

### 12月放送
- 1日 - KUMONファミリースペシャル 第27回全国童謡歌唱コンクールグランプリ大会（BS朝日）[165]
- 2日 - おしろツアーズ4（東海テレビ）[166]
- 4日、11日、18日 - 宝塚レジェンド（NHK BSプレミアム）
- 5日 - 2012 FNS歌謡祭（フジテレビ）
- 6日 - 第45回日本作詩大賞（テレビ東京）
- 8日、15日 - 激走!シルクロード -104日の旅-（NHK BSプレミアム）[167]
- 9日 - みのもんたの売れるにはワケがある!〜世界で大調査SP〜4（日本テレビ）[168]
- 9日、16日、23日 - ロックの学園 in 東北（NHK BSプレミアム）
- 14日 - 1億3千万人が選ぶアニメ&ドラマ名ゼリフベスト50（フジテレビ）
- 15日
  - 明石家さんまが本気であすにでも住みたい街を探す旅inマレーシア（TBS)
  - ビルボード・ジャパン・ミュージック・アワード2012（テレビ東京）
- 16日
  - 第10回NHKミニミニ映像大賞グランプリ発表（NHK総合）
  - 高専ロボコン2012全国大会（NHK総合）
  - FNN重大ニュース 特命報道記者X 2012（フジテレビ）
  - 日清食品THE MANZAI2012（フジテレビ）

- 16日、28日 - みうら&リリーのうすくてゴメン（テレビ東京）[176]
- 17日・18日・19日
  - まるごと紹介!2012年日本賞受賞作品（NHK Eテレ）※16・17・18日深夜
  - 嵐の明日に架ける旅〜希望の種を探しに行こう〜（NHK総合）[177]
- 17日 - 超歴史ロマン3 戦国〜大奥〜幕末ミステリー完全決着SP!!（テレビ東京）[178]
- 18日 - もうすぐ紅白 ここがみどころ 生放送スペシャル2012（NHK総合）
- 18日（挑戦）・25日（未来） - 発信!!北海道 "食"ブランドの挑戦・未来（テレビ北海道）[179]
- 21日
  - 1000年後に残したい…報道映像2012（日本テレビ）
  - 爆笑問題の検索ちゃん芸人ちゃんネタ祭り!2時間スペシャル（テレビ朝日）
- 22日 - ビートたけしの禁断のスクープ大暴露!!超常現象㊙Xファイル（テレビ朝日）
- 22日、23日 - いきものがかりドキュメント（NHK BSプレミアム）
- 23日
  - 皇室この一年（NHK総合）
  - 年忘れ漫才競演（NHK総合）
  - もうかる日本グルメ旅ミヤネ式4 in 金沢（フジテレビ）
  - 7サミットII 逆境からの生還〜ソロアルピニスト・栗城史多〜（NHK総合）
  - さんま&SMAP!美女と野獣のクリスマススペシャル'12（日本テレビ）
  - 2013正月映画大百科（サンテレビ、ほか各地で放送）※放送日は地域により異なる。
  - 毎年恒例 博多華丸・大吉の九州アスリートーク（テレビ西日本）
- 24日
  - 1万人の第九“30年の物語”〜すべての人は主人公になる〜（毎日放送）
  - 第41回インターナショナルジュニアオリジナルコンサート（テレビ東京）[180]
  - 明石家サンタの史上最大のクリスマスプレゼントショー2012（フジテレビ）[181]
- 24・25日 - おしえて○○選手!（NHK総合）
  - 24日 - おしえて石川佳純選手!
  - 25日 - おしえて田中将大投手!
- 25〜28日 - 笑いの百年を大解剖!よしもとお笑い珍百科（読売テレビ)
- 25日
  - THE GOLDEN BATTLE 2012〜トップアスリートが対決!絶対にありえない4番勝負（関西テレビ）[182]
  - クリスマスの約束2012（TBS）[183]
  - 中居正広のプロ野球魂（テレビ朝日）
- 26日
  - スポーツハイライト2012〜より強く、より美しく〜（NHK総合）
  - 頭がしびれるテレビスペシャル 名曲は数学で出来ている!?（NHK総合）
  - プロ野球戦力外通告 クビを宣告された男達（TBS）[184]
- 27日
  - SASUKE RISING（TBS）
  - EXILE史上最大のサプライズ忘年会2012 ありえないドッキリに引っかかった瞬間SP（TBS）[185][186]
  - アナウンサーの忘年会2012（テレビ北海道）
- 28日
  - 絶景列車で行く名湯・秘湯めぐり 冬の日本列島縦断ローカル線の旅（テレビ東京）
  - ニュースハイライト2012〜試練を越えて 明日へ（NHK総合）
  - ネイチャー&ヒューマン・スペシャルシリーズ 八ヶ岳母なる峰と神秘の森（長野朝日放送）[187]
- 29日
  - 大相撲この一年2012（NHK総合）
  - 中居正広の7番勝負!なでしこ・侍ジャパン・ロンドンメダリストと夢の対決SP（日本テレビ）
  - 超人気芸人大集合!!ガチで大ゲンカ祭2012（毎日放送・TBS）
  - 夢の紅白2012〜名歌手たちの名勝負・名対決〜（NHK総合）
  - 決定!すくすくアイデア大賞2012（NHK Eテレ）
  - 世界(秘)おもしろCMサミット2012（テレビ朝日）
  - オールザッツ漫才2012（毎日放送）
  - よしもと黄金列伝!年末2時間SP!（読売テレビ）
  - プロ野球×メダリスト大忘年会SP〜アニキ・球児のお礼参り&関西駅伝No.1決定戦〜（関西テレビ）
  - 年末報道スペシャル 田原総一朗の2013年大予測!（東海テレビ）
  - ホークス納会ゴルフ（福岡放送）
- 30日
  - 報道の日2012（TBS）※3部構成[188]
  - 第38回将棋の日（NHK Eテレ）
  - 第54回輝く!日本レコード大賞（TBS）
  - 京都南座顔見世大歌舞伎（NHK Eテレ）
  - たけしが鶴瓶に今年中に話しておきたい5〜6個のこと其の四（TBS）
  - 年忘れ!よしもと紅白お笑いクイズ祭り2012（関西テレビ）
- 31日
  - 晴れたらイイねッ!2012（フジテレビ）
  - 大みそか列島縦断LIVE 景気満開テレビ ガンバった会社大賞2012（フジテレビ）
  - 国分くんちのスポーツ忘年会2012（フジテレビ）[189]
  - 年忘れ!吉本お笑いオーケストラ8（テレビ朝日）
  - 全国自治宝くじ年末ジャンボ抽せん会（NHK総合）
  - スタジオパーク大みそかスペシャル（NHK総合）
  - 第25回全国おもしろニュースグランプリ（テレビ朝日）
  - 大日本印章スペシャル 決戦!2012池田勇太VS石川遼（東海テレビ）
  - 第45回年忘れにっぽんの歌（テレビ東京）[190]
  - 年忘れ落語スペシャル（BSジャパン）※2部構成
    - 談志の芝浜〜証言からの真実&テレビ初ノーカット一席[191]
    - 今どき落語特別編 円楽・昇太・志の輔・一之輔 夢の競演[192]

  - 大晦日スポーツ祭り!KYOKUGEN2012〜史上最大の限界バトル〜（TBS）[190][193]
  - 第63回NHK紅白歌合戦（NHK総合）[190]
  - N響“第9”演奏会（NHK Eテレ）
  - THE BEST OF BEST 究極の3大世界戦（テレビ東京）[190]
  - MBS上方漫才トラディショナル2012（毎日放送）[194]
- 31日 - 2013年1月1日
  - 年越し映画マラソン（NHK BSプレミアム）※複数番組を放送
  - 東急ジルベスターコンサート2012-2013（テレビ東京）
  - ゆく年くる年（NHK総合）
  - 平成25!!15年目だよ!見なきゃソンSONGジャニーズ年越し生放送（フジテレビ）
- 31日 - 2013年1月3日、たくさんのEね!ありがとう「お願い!編集長」スペシャル（NHK Eテレ）

### 1年間で複数回放送された特番
- 1月1日、4月3日 - KAT-TUNの世界一ダメな夜!（TBS）※パイロット版
- 1月1日、4月10日 - 誰も見たことない!映像クイズ「アリス」（TBS）
- 1月1日、10月4日 - 日本遺産物語（BSフジ）
- 1月2日(正月SP)、4日(13)、4月7日(14)、29日(15)、6月23日(16)、9月29日・10月6日(17)、12月23日(18) -痛快!ビッグダディ（テレビ朝日）

- 1月2日、7月1日 - 恋セヨ♥ソウルMAP（テレビ東京）※パイロット版
- 1月2日、9月29日 - 世界1のSHOWタイム〜ギャラを決めるのはアナタ〜5・6（日本テレビ）
- 1月3日、3月29日 - 内村TBS（TBS）
- 1月3日、7月16日 - 塚地・日村・土田の爆笑TEPPANストリート（NHK総合）[20]
- 1月3日、9月18日 - 奥さま100!!芸能人妻も参戦!豪華ミセスたちに学ぶ幸せのヒント（関西テレビ）[220]
- 1月3日、8月4日[53] - ブレインワールドカップ〜知力世界No.1大学決定戦（フジテレビ）
- 1月4日、5月1日、8月7日、12月18日 - トクして遊ぶ!買い物天国4〜7（テレビ東京）
- 1月4日[198]、6月22日、9月28日 - くりぃむナントカ（テレビ朝日）
- 1月5日、3月25日、4月30日 - 双方向クイズ 天下統一（NHK総合）※パイロット版
- 1月5日、4月7日、9月19日、12月14日[207] - アウト×デラックス（フジテレビ）
- 1月5日、3月31日、8月25日、10月4日 - 列島警察捜査網 THE追跡（テレビ朝日）
- 1月6日(6)、9月21日(7前哨戦) - 古代文明ミステリー たけしの新・世界七不思議（テレビ東京）[221]
- 1月7日、2月4日、3月17日、4月21日 - 大橋未歩のシューカツ魂!（テレビ東京）[222]
- 1月7日、6月16日 - 芸能界特技王決定戦 TEPPEN（フジテレビ）[53]
- 1月8日、4月7日 - YOU vs. 7（フジテレビ）
- 1月9日、5月5日 - 欽ちゃん&香取慎吾の第87・88回全日本仮装大賞（日本テレビ）
- 1月9日、5月5日、9月2日 - おやすみ日本 眠いいね!（NHK総合）[20]
- 1月12日、3月23日[90]、9月28日 - 幸せ!ボンビーガール家賃も食費も全部込み!月7万円で暮らそうスペシャル2・3・4（日本テレビ）
- 1月14日、6月23日 - 大使館の食卓スペシャルI・II（BSフジ）
- 1月15日、5月13日、11月4日 - ザ・スクープSPECIAL（テレビ朝日）[69]
- 1月20日[90]、10月5日 - 全国警察追跡24時（日本テレビ）
- 1月21日、4月14日、7月7日、10月20日 - 都のかほりスペシャル（テレビ朝日）
- 1月22日・29日・2月19日・26日（全4回） - ヒューマン〜なぜ人間になれたのか（NHK総合）[50][223]
- 1月22日、5月6日、7月29日、9月23日、11月25日 - 感動!生活改革SP 愛する家族へ サプライフ!（テレビ東京）[224]
- 1月22日、9月29日 - ワンピーク（フジテレビ）[225]
- 1月23日、30日、2月6日 - 宮川大輔×ケンドーコバヤシのあんぎゃー〜大分で勝手気まま旅〜（BS日テレ）[226]
- 1月25日、3月14日 - 笑う経済白書 THEピンキリSHOW（毎日放送）[55]
- 1月27日、2月17日、3月16日（総集編）- 歌おう!東北のど自慢（NHK仙台放送局 / NHK総合・東北6県）■
- 1月28日、4月8日、15日、8月12日、9月16日、10月14日 - デコボコーン!（関西テレビ）
- 1月29日、2月26日 - 証言記録 東日本大震災（NHK総合）■
- 1月29日、9月2日 - 仰天ニッポン滞在記II・III（テレビ東京）[51]
- 1月29日、12月30日 - 決定!第20・21回FNSドキュメンタリー大賞（フジテレビ / FNS28局）
- 1月30日、8月13日 - 突撃解明バラエティ 知らないと!こわい世界2・3（テレビ大阪）
- 2月3日[90]、2月17日、9月25日 - ザ・追跡スクープ劇場（日本テレビ）
- 2月4日、6月2日、11月10日 - さんま&くりぃむの第11・12・13回芸能界(秘)個人情報グランプリ（フジテレビ）[53]
- 2月4日、6月16日、9月15日 - 中国遺産物語（BSフジ）
- 2月6日〜9日、8月27日〜30日 - 前説王（テレビ朝日）
- 2月11日、4月2日、6月30日 - Numer0n（フジテレビ）※パイロット版
- 2月11日、5月5日、9月17日、11月23日 - 歌いーな!（テレビ東京）
- 2月11日、7月7日、10月6日、11月10日 - わが心の美空ひばりPART5〜8（BS朝日）
- 2月12日[51]、8月10日 - 懐かしの昭和メロディ（テレビ東京）
- 2月17日、6月17日、11月25日[51]、12月30日 - 世界の秘境で大発見!日本食堂4〜7（テレビ東京）
- 2月19日、5月20日、9月9日、12月8日 - 心の都へスペシャル〜千年の都 美の旅人（日本テレビ）[227]
- 2月23日、8月16日 - 世界の果ての日本人!〜ここが私の理想郷〜（TBS）[18]
- 2月24日、3月24日、9月21日 - 爆笑そっくりものまね紅白歌合戦スペシャル（フジテレビ）
- 2月26日、11月11日、12月16日 - グローバル100年企業（テレビ東京）[228]
- 2月27日(2)[92]、5月8日(3)、6月18日(4)、11月26日(5) - 徳光&ピン子&ミッツの突然芸能人が家族になったらどうなる?（テレビ東京）
- 3月1日[18]、7月4日、10月1日 - 世界衝撃映像100連発 カメラが見た劇的瞬間（TBS）
- 3月7日(1)[55]、10月4日(2) - 芸人ベストパフォーマンス（毎日放送）
- 3月9日、10月10日 - 世界おもしろ珍メダル 第19・20回バカデミービデオ大賞（フジテレビ）
- 3月9日[90]、7月15日、10月7日、12月24日 - のどじまん ザ!ワールド（日本テレビ）
- 3月11日、9月2日 - シンサイミライ学校 いのちを守る特別授業（NHK大阪放送局 / NHK Eテレ）■
- 3月13日、10月9日 - 今夜解禁!マジックのタネここまで見せるかSP!（フジテレビ）[14]
- 3月17日(II)、9月29日(III) - ミ・ラ・イ〜小さな希望たちの讃歌(アンセム)〜（BSフジ）
- 3月20・21日、8月20・21日、12月24〜26日 - 追跡!真相ファイル（NHK総合）
- 3月22日、9月27日 - 芸能人雑学王最強No.1決定戦3時間SP（テレビ朝日）
- 3月23日、12月23日 - 新・皇室入門（フジテレビ）
- 3月24日、5月27日[229] - 芸人○○王（毎日放送）
- 3月24日、6月2日、10月26日 - 井上ひさしとてんぷくトリオのコント1・2（NHK BSプレミアム）
- 3月24日、9月22日(超・漫才道) - 漫才道（テレビ大阪）
- 3月25日、10月11日 - フジテレビ人気番組名場面すべて見せます!!第17・18回がんばった大賞（フジテレビ）
- 3月26日、10月10日 - あなたが聴きたい歌の4時間スペシャル（TBS）
- 3月27日※、6月14日[18] - 脳内ワードQ ヒキダス!ドーパミン大放出SP（TBS）※3月27日はレギュラー最終回
- 3月27日[230]、7月10日、9月11日 - 平成紅梅亭（読売テレビ)
- 3月27日、9月25日 - 世界の村で発見!こんなところに日本人6・7（朝日放送）
- 3月27日、10月9日、12月25日 - あなたの街にもきっとある 行列のできない激うまラーメン3・4・5（テレビ東京）[231]
- 3月27日※、10月17日[27] - タカトシの時間ですよ!（TBS）※3月27日はパイロット版[232]
- 3月28日、8月28日、12月18日 - 好きになった人（日本テレビ）
- 3月29日、10月4日、12月27日 - 名曲ベストヒット歌謡（テレビ東京）
- 3月31日、10月8日（秋の2時間SP）、12月28日 - うわっ!ダマされた大賞2012（日本テレビ）
- 4月2日、10月1日
  - ロンブー&チュートの芸能人ヒットソングで爆笑ショーバトル!6・7（日本テレビ）
  - 貧乏に負けるな!2男12女ワケアリ大家族奮闘記8・9（テレビ東京）[233]
- 4月10日、9月22日 - 今夜決定!そこまでやるかマン 世界最強の勇者たち10・11（日本テレビ）
- 4月10日、6月26日、10月2日 - きゃりーぱみゅぱみゅテレビJOHN!（メ〜テレ）[234]
- 4月10日、7月15日 - 限界調査委員会 リミッターズ・ハイ（関西テレビ）
- 4月11日、12月3日 - ザキヤマの新説!あざ〜っす!マニュアル（テレビ東京）[235]
- 4月15日[206]、10月5日 - 俺たちが司会者!!〜We Are Master Of Ceremony〜（テレビ朝日）
- 4月22日、5月20日、6月17日 - 宇宙の渚（NHK総合）[50]
- 4月22日(1)、9月16日(2) - 家族大好き 父ちゃんは外国人SP（テレビ東京）[51]
- 4月26日、9月27日 - ジョブチューン アノ職業のヒミツぶっちゃけます!（TBS）[18]※パイロット版
- 4月28日(春)、7月14日(夏) - お笑い生ワイド!なるみ・中川家のにこにこテラス（関西テレビ）
- 4月28日(開幕特番)、9月29日 - 千人の力〜開幕!ニッポン活性化プロジェクト〜（NHK BSプレミアム）[236]
- 4月28日、12月1日 - ドリームオファー〜一流アスリートにムチャなお願いしちゃいました!SP〜（フジテレビ）[53][237]
- 5月1日、8月10日[207]、12月4日 - あなたの知るかもしれない世界（フジテレビ）[14]
- 5月1日、11月27日 - 歌謡チャリティーコンサート（NHK総合）
- 5月2日、10月11日 - 大人気店でドッキリ!!ありえない商品 売れる?!売れない?!第1・2弾（日本テレビ）
- 5月3日、11月23日 - 修造学園13・14〜学校では教えてくれない授業〜（テレビ朝日）
- 5月4日、9月21日 - セカジュー〜世界で10万円稼ぐということ〜1・2（テレビ東京）[238]
- 5月4日(2)、9月23日(3) - 世界で働くお父さん（テレビ東京）
- 5月6日、11月4日 - 仰天!そこまでやるか?日本のスゴイ家（テレビ東京）[51]
- 5月18日、6月1日、12月26・27日 - ハードル・プードル（テレビ朝日）[239]
- 5月20日、7月8日、9月16日、11月4日 - マゼランの魂（テレビ東京）[240]
- 5月26日[209]、9月17日 - みんないらっしゃいTV（日本テレビ）[241]
- 5月26日、11月10日 - NNN報道特番 action! 日本を動かすプロジェクト2012〜13（日本テレビ）
- 5月27日 - 7月1日(毎週日曜日、全5回) - マレーシアを感じて〜憧れのロングステイ〜（BS朝日）[242]
- 5月27日、9月29日 - YUI（とみんな）のテレビ「fight!」（NHK総合）
- 5月30日 - 6月8日、イギリス特集（NHK BSプレミアム）※複数番組を編成
- 6月3日、11月11日 - 世界の秘境に嫁いだ日本人妻（テレビ東京）[51]
- 6月10日(3)、11月18日(4) - 人気お仕事ランキング3・4（テレビ東京）[51]
- 7月13日、11月6日 - いいね!JAPANニッポン大好き外国人No.1決定戦 （フジテレビ）[243]
- 6月12日、11月20日 - 芸能人アカペラ選手権 ハモネプ★スターリーグ（フジテレビ）[14]
- 6月21日[18]、10月3日[27]、12月26日[27] - 激撮!密着警察24時!犯罪捜査最前線SP（TBS）
- 6月23日、12月29日 - 人志松本のすべらない話（フジテレビ）[53]
- 6月23日[209]、9月25日 - 世界ワケあり家族!!〜家政婦になってミタ!〜（日本テレビ）
- 6月24日、7月1日、8日 - 知られざる大英博物館（NHK総合）[50][244]
- 6月30日、7月1日 - 謎の巨大生物を追う〜仲間由紀恵・小笠原の海をゆく〜（NHK BSプレミアム）[245]
- 6月30日、10月2日 - YOUは何しに日本へ?（テレビ東京）※パイロット版
- 7月1日、12月30日 - ジャイアントキリング（フジテレビ）
- 7月13日(1)、10月26日(2) - 角淳一のおとなの駄菓子屋（毎日放送）
- 7月15日、29日、9月9日、10月14日、11月11日、12月23日 - よしもと情熱コメディ TVのウラ側で大騒ぎ!モンスターAD奮闘記（読売テレビ）
- 7月18日、12月28日[246] - ドレミファさまぁ〜ず♪（テレビ東京）
- 7月20日、9月23日、10月7日 - こんな感じでどうですか（フジテレビ）
- 7月22日、8月12日 - RUSH BALL 2012〜爆屋ロック〜（読売テレビ）
- 7月26日(2)[18]、9月30日(3) - 蘇る昭和の歌姫伝説（TBS）[247]
- 7月28日、12月28日 - 経済ドキュメンタリー カイロスの微笑（テレビ大阪）
- 7月30日 - 8月3日（全5回） - こどもロンゴ（NHK Eテレ）
- 8月24日(2)、12月29日(3) - 所さんの世界のビックリ村!〜こんなトコロになぜ?〜（テレビ東京）[248]
- 8月30日 - 9月20日（全4回） - 第3回あなたが選ぶ!お笑いハーベスト大賞（BS日テレ）
- 9月1日、12月22日 - LIFE!〜人生に捧げるコント〜（NHK BSプレミアム）※パイロット版
- 9月9日(NTV：8月25日[209])、12月6日 - 芸能人!1万人のイメージVS身内の真実（読売テレビ）[249]
- 9月23日[69]、12月8日、15日 - 100万円クイズハンター（テレビ朝日）[250]
- 9月29日、10月27日、11月24日、12月22日 - DaiwaHouse and Tomoko Yamaguchi present LISTEN1001（BS朝日）[251]
- 10月1日、12月26日 - 有吉反省会（日本テレビ）
- 10月1日、12月30日[246] - おしかけスピリチュアル（テレビ東京）
- 10月4日、12月19日[27] - 爆問パニックフェイス ザ・ドッキリ!大連発SP（TBS）
- 10月6日、26日、11月2日 - AAAのキズナ合宿（テレビ朝日）[252]
- 10月14日、11月11日、12月2日 - 中国文明の謎（NHK総合）[50][253]
- 10月20日、11月10日 - やすとものべっぴん向上委員会（読売テレビ）[254]
- 10月21日、11月4日 - NHK新人演芸大賞（NHK総合）
- 11月28日、12月5・12・19日 - 新潟遺産プロジェクト（新潟放送）[255]

## レギュラー番組のスペシャル版
各テレビ番組の項目に拡大版の記述があるものを除く。拡大版の記述がある番組は、各番組の項目も参照。

### NHK総合・Eテレ
※『プロフェッショナル 仕事の流儀』についてはレギュラー放送終了後も特番が放送されている為別節を参照。
- 1月1日
  - バラエティー生活笑百科新春スペシャル（NHK大阪放送局 / NHK総合）
  - テストの花道 考えるチカラでお年玉SP（NHK Eテレ）
  - ダーウィンが来た!お正月スペシャル 生きもの"ナンバー1"新伝説（NHK総合）
  - 着信御礼!ケータイ大喜利お正月スペシャル（NHK総合）
- 1月2日 - さわやか自然百景新春スペシャル（NHK総合）
- 1月3日
  - 検索deゴー!とっておき世界遺産お正月スペシャル2012（NHK総合）
  - 日本の話芸20周年スペシャル〜至芸名演の軌跡〜（NHK Eテレ）
  - 大人ドリル新春拡大版 日本再生の芽を大提言!（NHK総合）
- 1月7日 - アスリートの魂スペシャル（NHK総合）
- 2月25日 - 夜なのにあさイチ 漢方スペシャル（NHK総合）
- 3月16日 - 中学生日記卒業スペシャル（NHK Eテレ）※最終回
- 3月17日 - NHKのど自慢チャンピオン大会2012（NHK総合）[256]
- 3月24日 - 東京カワイイ★TVSP カワイイ界の新スターを探せ!プロジェクト（NHK総合）
- 3月26日 - サラメシ放送開始直前スペシャル（NHK総合）
- 3月30日
  - 麻里子さまのおりこうさま!社会人のイロハ イロイロ教えちゃうぞ!大人の法則スペシャル（NHK Eテレ）
  - きらっといきる最終回&バリバラ直前スペシャル（NHK Eテレ）
  - Shibuya Deep A春の新生活スペシャル!（NHK総合）
- 3月30日、8月17日 - のんびりゆったり路線バスの旅SP（NHK総合）
- 3月31日 - 第2回オンバト+チャンピオン大会（NHK総合）
- 5月3日 - ぐるっと関西おひるまえ祝日スペシャル（NHK大阪放送局 / NHK総合・近畿2府4県）
- 5月4日
  - 極上のはなし・演芸図鑑スペシャル対談集（NHK総合）
  - 大科学実験スペシャル まだまだやってみなくちゃわからない（NHK総合）
  - えぇトコスペシャル「大阪・プサン!究極プレミアムツアー」（NHK大阪放送局 / NHK総合・近畿2府4県）
- 5月6日 - おかあさんといっしょファミリーコンサート・2012春（NHK Eテレ）
- 7月17日 - NHK歌謡コンサート800回記念 祝800回!歌まつり（NHK総合）
- 8月10日 - グレーテルのかまど夏休みスペシャル（NHK総合）
- 8月16日 - 夏体感!グレートサミッツ（NHK総合）
- 9月29日 - まもなくスタート! 連続テレビ小説「純と愛」スペシャル（NHK大阪放送局 / NHK総合）
- 11月4日 - あほ!すき!学園祭スペシャル2012（NHK大阪放送局 / NHK総合・近畿2府4県）
- 11月17日 - 名医にQスペシャル2012 みんなで実践!スッキリ快眠術（NHK Eテレ）
- 11月30日 - 特集小さな旅 ふるさとの歳月（NHK総合（関東甲信越））
- 12月9日 - NHKアーカイブススペシャル さようなら中村勘三郎さん〜芸に生きた日々〜（NHK総合）[257][258]
- 12月16日 - ニュースで英会話年末スペシャル〜英語でふり返る2012年〜（NHK Eテレ）
- 12月22日 - とれたてマイビデオ2012（NHK総合）
- 12月23日 - 特ダネ!投稿DO画年末スペシャル2012（NHK総合）
- 12月24日
  - いつだって地球はドラマチック（NHK総合、Eテレ：31日）
  - とっておきサンデー増刊号2012年末スペシャル（NHK総合）
  - MAG・ネットSP 冬の声優まつりinアキバ201（NHK総合）
- 12月28日
  - テクネ 映像の教室スペシャル（NHK Eテレ）
  - タイムスクープハンタースペシャル てんてこ舞い"大奥"歳末始末記（NHK総合）
- 12月31日
  - クッキンアイドル・スペシャル まいんのハッピー・レシピ大賞（NHK Eテレ）
  - Rの法則2012〜ホントに高校生に響いた歌〜（NHK Eテレ）
  - ららら♪クラシック〜クラシック・ハイライト2012〜（NHK Eテレ）
- 12月31日 - 2013年1月1日 - Eテレ2355・0655年越しをご一緒にスペシャル（NHK Eテレ）

### 日本テレビ・NNN・NNS系列
- 1月1日
  - 2012年一番早いお笑いバトル!フットンダ王決定戦（中京テレビ）
  - 笑点 お正月だよ!大喜利祭り!（日本テレビ）
- 1月4日 - 情報ライブ ミヤネ屋新春SP（読売テレビ）
- 1月7日(1H、800回)、14日(2H、800回突破)、12月22日(年末SP) - あさパラ!スペシャル（読売テレビ）
- 1月8日 - 元気丸新春SP 広島スポーツクイズバトル（広島テレビ）
- 1月10日(新春SP)、2月21日、3月27日、4月13日、6月8日[259]、29日、7月27日、8月24日(24HTV直前)、10月12日、11月16日、12月14日 - なんでもワールドランキング ネプ&イモトの世界番付2時間スペシャル（日本テレビ）
- 1月28日 - ZIP!×ALWAYS 三丁目の夕日'64SP（日本テレビ）
- 2月26日 - 上沼・高田のクギズケ!85分拡大SP!（読売テレビ・中京テレビ）
- 3月4日 - AKBINGO!5年目突入記念SP ヘビー・ハイテンションツアー（日本テレビ）
- 3月11日 - ゴジてれ特別版 あの日から1年〜そして未来へ〜（福島中央テレビ）■
- 3月31日
  - 元気一番"生"テレビふるさと復興応援スペシャル（ミヤギテレビ / NNS東北・新潟7県ブロックネット）[264]
  - 満天☆青空レストラン祝4年目突入 日本列島北と南でうま〜い連発スペシャル（日本テレビ）
- 4月17日（※初回）、6月12日 - 超再現!ミステリー2時間SP（日本テレビ）
- 4月19日 - みんなのアメカン超豪華ゴッドなゲスト2時間スペシャル!!（日本テレビ）※初回
- 5月4日 - 緊急放送!芸能BANGゴールデン離婚占い借金…ニュースの主役vs最強記者軍団（日本テレビ）
- 5月5日 - ゴリ夢中こどもの日SP（中京テレビ）
- 5月22日
  - ガリゲル特別編 各駅停車名前50音埋めつくしの旅（読売テレビ）
  - 大阪ほんわかテレビ、笑いと涙の傑作選（読売テレビ）
- 6月10日 - シューイチ ecoスペシャル 日本ecoタウンTOP3（日本テレビ）[259]
- 7月16日、9月17日、10月8日 - news every.祝日拡大版スペシャル（日本テレビ）
- 8月25日 - ママモコモてれび夏休みスペシャル ちびっこ料理バトル（日本テレビ）
- 9月24日 - 月曜から夜ふかし 日本の大大大問題90分SP（日本テレビ）
- 9月27日 - TOKYOヒットガール1時間SP（日本テレビ）※最終回
- 10月5日 - アナザースカイ4周年スペシャル（日本テレビ）
- 10月25日 - 快脳!マジかるハテナ 新版ひらめき爆笑SP 伝説の名クイズあるヨ（日本テレビ）※初回
- 12月8日 - ジョシスタpresents Xマス札幌駅お得情報2012 ジョシ的徹底チェック（札幌テレビ）
- 12月22日 - 土曜はダメよ!ワイワイ冬の感謝祭126分超拡大スペシャル（読売テレビ）
- 12月23日 - スクール大革命!（日本テレビ）
- 12月28日
  - スッキリ!!大忘年会〜2012年今年もいろんなことがありましたスペシャル〜（日本テレビ）
  - 北海道を"応援"!!どさんこワイド朝&夕2012年末スペシャル（札幌テレビ）
- 12月29日
  - ウェークアップ!ぷらす年末拡大2012年の1番&政権交代SP（読売テレビ）
  - メレンゲの気持ちお出かけSP2012（日本テレビ）
  - 満天☆青空レストラン 九州・北海道真冬の鍋スペシャル（日本テレビ）
  - 祇園笑者年忘れSP（読売テレビ）
  - Pちゃんねる年末スペシャル（札幌テレビ）
  - STVニュース年末スペシャル 言わせて!北海道2012 （札幌テレビ）
- 12月30日 - 真相報道 バンキシャ!世界の現場で目撃SP 2012年末2時間拡大版（日本テレビ）

### テレビ朝日・ANN系列
※ちい散歩についてはレギュラー放送終了後も特番が放送されている為別節を参照。
- 1月1日 - ココイコ!プレゼンツ新春初日の出（テレビ朝日）
- 1月3日
  - 人生の楽園新春SP（テレビ朝日）
  - 中居正広の怪しい噂の集まる図書館新春スペシャル（テレビ朝日）
- 1月4日 - 新春ワールドプロレスリングSP（テレビ朝日）
- 1月6日、3月30日、5月11日、7月6日(以上2H)、10月12日、12月14日(3H) - Oh!どや顔サミット○時間SP（朝日放送）
- 1月9日 - ストライクTVスペシャル（テレビ朝日）
- 1月11日(※初回)、25日、5月9日、30日、7月18日、8月22日、9月12日、10月17日、11月7日、21日、12月5日、12日(以上2H)、2月22日、4月4日、9月26日(以上3H) - くりぃむクイズ ミラクル9○時間スペシャル（テレビ朝日）
- 1月15日 - クイズ!スピードキングSP（テレビ朝日）
- 1月17日、3月13日、4月10日、7月3日、8月14日、10月9日、11月27日、12月11日、18日(以上3H)、2月28日、5月22日、6月5日、10月16日(以上2H) - たけしの健康エンターテインメント!みんなの家庭の医学○時間SP（朝日放送）
- 2月5日、4月1日、5月13日、6月24日、9月30日、11月4日(以上2H)、7月22日(2.5H)、10月21日(3H) - 大改造!!劇的ビフォーアフターSEASON II 2012 ○時間スペシャル（朝日放送）
- 2月14日、8月28日、11月6日(以上2H)、4月17日、6月19日、26日、10月2日、12月4日(以上3H)、12月25日(3.5H) - ロンドンハーツ○時間SP（テレビ朝日）
- 3月19日、4月2日、7月2日、9月24日、11月12日 - ビートたけしのTVタックル3時間SP（テレビ朝日）
- 4月7日（※初回）、6月29日、9月29日 - 業界トップニュース1時間SP（テレビ朝日）
- 5月13日 - 韓国のあるコトないコト〜最新クチコミ10連発!現地でウラドリツアー〜（メ〜テレ）[69]
- 6月1日 - メ〜テレ50周年特別番組 BOMBER-Eレジェンドメモリアル（メ〜テレ）
- 8月26日 - HTB深夜開拓魂 実録!?スペシャル　演劇「イレブン☆ナイン」舞台「架空のイキモノ」（北海道テレビ）
- 9月22日 - 雑学家族緊急雑学家族会議スペシャル!!（テレビ朝日）
- 9月29日 - 旅ゴメちょっぴり早い秋SP ひだ高山で癒遊自的な全力旅（メ〜テレ）
- 10月6日 - 地元応援バラエティ このへん!!トラベラー最終回1時間スペシャル（朝日放送）※最終回
- 11月10日 - おはよう朝日1万回です（朝日放送）[268]
- 12月13日 - 第41回?エンカメのど自慢大会（朝日放送）[269]
- 12月14日
  - キス濱ラーニングスペシャル（テレビ朝日）
  - お説教アイドル 叱るGENJI〜今年の顔を叱ります!1時間SP〜（朝日放送）
- 12月22日 - 見知らぬ関西新発見!みしらん 最高のクリスマス&お正月の過ごし方を提案SP!（朝日放送）
- 12月23日 - ザキロバ!博多で豪遊SP〜本当は教えたくない芸能人オススメうまか飯ツアー〜（メ〜テレ）
- 12月29日
  - テレメンタリースペシャル 明日への教訓〜広島・チェルノブイリから福島へ〜（テレビ朝日）■
  - 東西芸人いきなり!2人旅 3時間スペシャル（朝日放送）
- 12月31日
  - やじうまテレビ!大晦日スペシャル（テレビ朝日）
  - モーニングバード!超拡大全力ライブスペシャル（テレビ朝日）
  - 探偵!ナイトスクープ年末スペシャル!年忘れファン感謝祭2012（朝日放送）

### TBSテレビ・JNN系列
※ブラマヨ衝撃ファイル 世界のコワ〜イ女たち、脳内ワードQ ヒキダス!についてはレギュラー放送終了後も特番が放送されている為別節を参照。
- 1月1日
  - お正月も住人十色〜新天地で勝負するアルジたち〜（毎日放送）
  - 味わいぶらり旅新春SP〜霧島温泉開運極情の旅〜（RKB毎日放送）[277]
  - 瞬感スポーツpresents 新春ホークス 日本一の初笑いSP（RKB毎日放送）
  - 2012!すまいる大御殿新春スペシャル〜北九州&佐賀〜（RKB毎日放送）
  - ごぶごぶ〜飛行機見える公園から全国へ!かまぼこ板でレッツゴー!〜（毎日放送）
- 1月3日
  - 時事放談新春総力SP（TBS）
  - 探検!九州新春SP「鈍行列車グルメ旅日豊本線 大分版総集編」（RKB毎日放送）
- 1月4日
  - はなまるマーケットお宝映像全て見せます 祝15周年大感謝祭SP（TBS）
  - 新春パワー☆プリン1時間拡大SP（TBS）
- 1月6日、13日、2月10日、3月23日、4月6日、27日、6月1日、7月6日、8月17日、9月7日、28日、10月5日、11月23日 - ぴったんこカン・カン2時間SP（TBS）
- 1月6日、27日、3月2日、4月13日、5月11日、7月6日、9月14日、28日、11月9日、12月21日 - 中居正広のキンスマスペシャル（TBS）
- 1月8日 - 噂の!東京マガジン新春特大号（TBS）
- 1月10日 - 男のヘンサーチ!!丸裸（秘）芸能人メッタ斬り 女100人徹底採点SP（TBS）
- 1月10日、2月28日、3月20日、5月15日、7月17日 - 教科書にのせたい!2時間SP（TBS）
- 1月14日 - チューボーですよ!10分拡大スペシャル（TBS）
- 1月14日、3月3日、24日、4月14日、28日、7月7日、8月4日、9月1日(最終回) - サタネプ☆ベストテン2時間スペシャル（TBS）
- 1月18日、4月11日、7月18日 - 世紀のワイドショー!ザ・今夜はヒストリー2時間SP（TBS）
- 1月22日、2月26日、3月25日(最終回) - クイズ☆タレント名鑑2時間SP（TBS）
- 1月25日 - 昭和の浅草スペシャル ビートたけしが海老名さん家にやって来た!（TBS）
- 3月17日 - パパナリスペシャル 満点パパじゃー!（中国放送）
- 3月22日 - 日台韓代表ガチバトル Asian Ace春の陣初ゴールデン進出SP（TBS）[18]
- 4月3日 - 世界のみんなに聞いてみた!世界中70億人に色々聞いちゃうぞ!2時間SP（TBS）
- 4月4日 - 全力!銭ナール 遂に丸裸!?萌絵先生徹底解剖SP（毎日放送）
- 4月8日 - EXILEVS超豪華芸能人春のトーク魂SP（毎日放送・TBS）
- 4月21日(※初回)、5月5日、6月30日、7月28日、8月25日、9月8日(最終回) - THEぶっちぎりTVSP（TBS）
- 4月22日 - 衝撃速報!アカルイ☆ミライ2時間SP（毎日放送）※初回
- 4月28日 - がんばれ!日本お土産駅伝（中部日本放送）[278]
- 5月3日 - パパドル!特別編（TBS）[279]
- 7月21日 - バース・デイSP（TBS）
- 8月24日(※初回)、12月28日 - KAT-TUNの世界一ダメな夜!スペシャル（TBS）
- 9月15日 - せやねん!メチャ売れ!!番外編 今年注目のメチャ売れ商品みーつけた!!（毎日放送）
- 10月5日 - マツコの知らない世界ゴールデン2時間SP（TBS）
- 10月8日 - SUPER SOCCER ザ・マッチSP（TBS）
- 10月17日 - ハッピーエンド初回1時間スペシャル（TBS）[280]※初回
- 10月24日 - 豆ごはん。全員集合!秋の大沸騰SP! 行列のできる店激戦区、集客V字回復園の舞台裏（RKB毎日放送）
- 10月31日 - ロザンと?案内しよっSP（毎日放送）[281]
- 12月2日 - 日曜ゴールデンで何やってんだテレビSP（TBS）
- 12月23日
  - ゲンキの時間〜内臓アンチエイジング 胃&肝臓一斉メンテナンス1時間SP!〜（中部日本放送）
  - 東京上級デートクリスマスSP（TBS）
- 12月25日、26日、30日、2013年1月1日〜4日 - ロケみつ冬休みスペシャル BLOG'N GIRL（毎日放送）
- 12月28日 - VOICEスペシャル2012 決定版!ニュースでつづる“激動の1年”（毎日放送）
- 12月29日
  - 情報7days ニュースキャスター年末SP（TBS）
  - 北のフード熱血応援団 ケッパレ!ごはんゴールデンでこんなことやってます(北海道放送)
- 12月30日 - サンデーモーニング年末スペシャル〜ニッポンはよみがえるか?〜（TBS）[188]

### テレビ東京・TXN系列
- 1月1日
  - 新春ぶち抜き150分SP石川遼RESPECT豪華スターゴルフバトル2012（テレビ東京）
  - ソロモン流日本の伝統を守る2012元日SP〜日本の伝統を守る!京都の賢人たち〜（テレビ東京）
- 1月1日(元旦SP)、4月22日(2H)、12月9日(3H) - モヤモヤさまぁ〜ず2スペシャル（テレビ東京）
- 1月1日(1H)、12月30日 (1.5H)- （太一×ケンタロウ）男子ごはんスペシャル（テレビ東京）
- 1月7日 - しっとこ!鳥取Special（テレビ大阪）[284]
- 1月10日、2月7日、3月20日、4月10日、6月19日、7月31日、8月21日、9月25日、10月23日(以上2H)、11月27日(2.5H) - ありえへん∞世界スペシャル（テレビ東京）
- 1月14日 - 田勢康弘の週刊ニュース新書拡大版（テレビ東京）
- 2月10日、4月6日、6月22日、8月31日 - 〜どうぶつ冒険バラエティ〜ワンダ!2時間SP（テレビ東京）
- 2月10日、6月22日、7月13日、10月12日、11月30日、12月28日(以上2H)、3月23日、9月28日(以上3H) - 所さんの学校では教えてくれないそこんトコロ!SP（テレビ東京）
- 2月14日、4月3日、7月17日 - 仰天クイズ! 珍ルールSHOW2時間SP（テレビ東京）
- 2月25日 - モーニングサテライトスペシャル〜欧州債務危機の現実 そして日本は…（テレビ東京）
- 2月25日、3月3日 - 美の巨人たちSP パリ美の殿堂ミステリー探訪〜ルーブルとオルセーの謎に迫る〜（2月25日前編、3月3日後編）（テレビ東京）[285]
- 3月17日(前編)、18日(後編) - BIZ SP〜“北浜ライオン”が見つめ続けた大阪100年〜（テレビ大阪）
- 4月13日（※初回）、6月1日、15日 - 家族になろう（よ）2時間SP（テレビ東京）
- 4月18日 - きらきらアフロTMSP（テレビ東京）※初回
- 5月3日、11月3日 - 宇宙ニュースSP（テレビ東京）
- 5月4日 - 2012スペシャル未来の主役〜地球の子どもたち〜新たな旅立ち（テレビ東京）
- 5月5日、6月9日[197]、12月30日 - 厳選!いい宿ナビスペシャル（テレビ東京）
- 8月4日 
  - UFIの未完成TV（テレビ東京）[286]
  - 遊びに行こっ!祝!200回スペシャル!!（テレビ愛知）
- 9月9日 - 特別なヒットの秘密（テレビ東京）[287]
- 9月15日 - 週刊ニュース新書&マネーの羅針盤スペシャル 自民党総裁選SP（テレビ東京）
- 10月16日（※初回）、11月20日 - ペット大行進! ど〜ぶつくん2時間半スペシャル（テレビ東京）
- 10月26日（※初回）(2H)、11月23日(3H) - 世界ナゼそこに?日本人 〜知られざる波瀾万丈伝〜スペシャル（テレビ東京）
- 10月28日 - やすとものどこいこ!?2時間スペシャルinグアム（テレビ大阪）
- 12月1日、29日 - 出没!アド街ック天国スペシャル（テレビ東京）
- 12月27日
  - ワールドビジネスサテライト年末拡大スペシャル 新ニッポンの針路（テレビ東京）
  - neo sportsアスリート激アツ(秘)伝説SP（テレビ東京）
- 12月29日
  - マネーの羅針盤スペシャル（テレビ東京）
  - 今夜もドル箱Sスペシャル（テレビ東京）
- 12月31日 - みらいのつくりかたスペシャル（テレビ東京）

### フジテレビ・FNN・FNS系列
※なかよしテレビ、ザ・ベストハウス123、世界行ってみたらホントはこんなトコだった!?、脳活アップデートQ!スマートモンキーズ!!についてはレギュラー放送終了後も特番が放送されている為別節を参照。
- 1月2日
  - 皇室ご一家新春スペシャル2012（フジテレビ）
  - シャバダバの空にスペシャル（関西テレビ）
- 1月3日 - 新春釣りスペシャル ロンブー田村亮 沖縄で男をアゲる!!〜沖縄県石垣島で巨大魚を釣る!〜（テレビ新広島）
- 1月5日 - 雨上がり食楽部 2012新春!ハッピーパーティー!!〜不幸芸能人を幸せに!ご馳走ランチ総まくりSP〜（関西テレビ）
- 1月13日 - その顔が見てみたい今夜は何が起こるか分からない!行き当たりばったり予測不能顔満載SP（フジテレビ）
- 1月15日、22日 - ザ・ノンフィクション600回記念 老人と放射能〜FUKUSHIMA〜（フジテレビ）■[292]
- 1月15日、2月19日、3月11日、4月15日、29日、10月21日、11月25日(以上2H)、6月24日、9月23日(以上3H) - ほこ×たて○時間SP（フジテレビ）
- 1月25日(※初回)、2月22日、3月14日、28日、5月2日、9月19日、10月17日、11月21日 - おじゃマップ2時間SP（フジテレビ）
- 2月15日、3月7日、4月25日、9月26日（※最終回）(以上2H)、4月4日(3H) - はねるのトびらSP（フジテレビ）
- 3月9日、6月15日 - 真夜中市場〜ハイヒールの眠れない夜〜15分拡大SP（関西テレビ）
- 3月10日 - サタふくスペシャル（福島テレビ）■
- 3月21日 - グータンヌーボ最終回SP（関西テレビ）
- 4月29日 - もしツアサンデー（フジテレビ）
- 7月30日 - SMAPスペシャル うもれびと（フジテレビ）
- 10月3日 - ミタパンブー最終回SP（フジテレビ）
- 10月24日(※初回)、12月19日 - 世界は言葉でできている2時間SP（フジテレビ）
- 11月14日 - 秋のハッピーぶらり旅スペシャル（フジテレビ）
- 11月20日 - どっキング48×TKF大祭り 暴露&ぶっちゃけトークの連発でお腹いっぱいっちゃ〜SP（関西テレビ）
- 11月25日 - 開局55年目突入だよ!競馬BEATスペシャル（関西テレビ）[160]
- 12月7日 - 開局55年目突入だよ!ミュージャックスペシャルライブ（関西テレビ）[160]
- 12月17日 - ヌメロンSP（フジテレビ）
- 12月19日 - TOKIOカケルSP（フジテレビ）
- 12月26日 - 笑っていいとも!年忘れ超特大号 今年最後は5時間半がんばっちゃってもいいかな?（フジテレビ）
- 12月29日
  - 頭脳回転ずしQ兵衛スペシャル（関西テレビ）
  - 金爆一家〜まさかの1時間SP!!〜（フジテレビ）
- 12月30日 - とくダネ!発 ディレクター魂〜2012最後のスクープ〜（フジテレビ）

### クロスネット局・独立局・BS・CS
- 1月1日 - 2012年ゴールデンアワー新春特別編 ゴールデンサミットG12（TOKYO MX）[293]
- 1月2日 - ぷらTWOう〜60分拡大版〜（TOKYO MX）[293]※レギュラー開始事前SP
- 1月17日 - NEWS SIGNAL拡大版（サンテレビ）
- 2月1日 - 吉川ひとり旅番外編 鉄道技術展リポート（鉄道チャンネル）
- 3月2日 - 鉄音アワーTVスペシャル 鉄道紅白歌合戦（鉄道チャンネル）
- 3月17日 - いのちドラマチックスペシャル SUPER LIFE（NHK BSプレミアム）[294]
- 3月31日 - INAC TVバルセロナ遠征密着スペシャル&なでしこリーグ2012開幕直前スペシャル（BSフジ）
- 5月12日、6月9日、7月8日、11月11日 - 鉄道・絶景の旅スペシャル（BS朝日）
- 7月12日 - ゲムカシマ100回記念スペシャル（テレ朝チャンネル）
- 7月15日 - ダチョ・リブレ200回記念スペシャル（テレ朝チャンネル）
- 8月14日 - 世界ふれあい街歩き夏休みスペシャル!!（NHK BSプレミアム）
- 8月19日 - ニュース少年探偵団3時間スペシャル（BS-TBS）[295]
- 10月1日 - それがしりたい〜ニッポンおもしろいね「ぶっつけ本番! ローカル線バスの旅〜初秋の北信州をゆく」（BS-TBS）※初回
- 10月6日 - 岡崎五朗のワゴンRでいこう!（tvk）[296]
- 10月6日、13日 - 梅ちゃん先生☆大感謝祭（NHK BSプレミアム）
- 10月7日 - 旅するハイビジョン 全国百線鉄道の旅2時間スペシャル 鉄道開通140年記念 東海道本線（東京〜神戸）（BSフジ）
- 10月8日 - おまかせ!アニマックスNAVI秋の超拡大版（BSアニマックス）[297]
- 10月14日 - 新・みんなの鉄道【鉄道の日SP】〜もう一度見たい路線ベスト10〜 未放送VTR初公開!（フジテレビONE）
- 11月17日 - ワンダーJAPAN TV軍艦島SPECIAL（MONDO TV）
- 11月18日、27日 - にほん風景遺産スペシャル（BS朝日）
- 12月3日 - 世界の船旅2時間スペシャル（BS朝日）
- 12月19日 - ザ少年倶楽部クリスマススペシャル（NHK BSプレミアム）
- 12月21日 - ハピはぴ・クリスマス〜ハピクリ〜（チバテレ）
- 12月27日 - パ・リーグ主義年末特番2012（TOKYO MX）[218]
- 12月28日
  - TOKYO MX NEWS年末スペシャル拡大版 新知事誕生 そして未来は!?（TOKYO MX）[218]
  - F.C.TOKYO魂!年末スペシャル2012（TOKYO MX）[218]
- 12月29日
  - カンニングのDAI安☆吉日!2012年末拡大スペシャル（BSフジ）
  - 出張!小倉・住吉のおスミつきSP ぶらりエンタメ散歩in代官山（BS朝日）
- 12月30日
  - ニッポン・ダンディSP〜映画で振り返る2012〜（TOKYO MX）[218]
  - BSフジLIVE プライムニュース2012総集編（BSフジ）
  - いま世界は 2012年録（BS朝日）
- 12月31日
  - LIONS CHANNEL特大号 獅子の休日〜ゴルフ納会突入2時間スペシャル〜（テレ玉）
  - 戦国鍋TVライブ（tvk）
- 12月31日 - 2013年1月1日
  - 熱血!!タイガース党年越しスペシャル（サンテレビ）
  - BS日本・こころの歌年越し新春スペシャル 2012〜'13（BS日テレ）
  - ベストヒットUSA 年越しリクエストスペシャル（BS朝日）
  - 年またぎ酒場放浪記（BS-TBS）

## ロンドンオリンピック
各局キャスターなど。
- NHK：山岸舞彩、工藤三郎（東京アナウンス室） / 〔開会式〕武田真一、廣瀬智美（いずれも東京アナウンス室所属） / 〔閉会式〕竹林宏(G-Media出向）、鈴木奈穂子（東京アナウンス室）
- 日本テレビ：櫻井翔（嵐） / 鈴木崇司、田中毅、佐藤義朗、徳島えりか / 〔スペシャルサポーター〕上田晋也（くりぃむしちゅー） / 〔アスリートコメンテーター〕野村忠宏 / 〔キャプテン〕明石家さんま
- TBS：中居正広（SMAP）/ 出水麻衣、枡田絵理奈 / 高橋尚子 / 〔アスリートコメンテーター〕為末大（陸上競技）、古賀稔彦（柔道）、山本美憂（レスリング）、小椋久美子（バドミントン）、福田正博・大竹七未（サッカー） / 藤森祥平、高畑百合子
- フジテレビ：国分太一（TOKIO） / 平井理央、本田朋子 / 〔現地〕三宅正治、小倉智昭、舞の海秀平、渡辺和洋
- テレビ朝日：松岡修造 / 竹内由恵 / 宮嶋泰子、吉野真治、角澤照治 / 〔スペシャルゲスト〕福山雅治 ※福山はテーマ曲も担当
- テレビ東京：佐藤隆太 / 大橋未歩、秋元玲奈 / 〔現地〕古閑美保